# Solanum diphyllum
Solanum diphyllum es una especie de planta fanerógama perteneciente a la familia de las solanáceas. Es originaria de América Central.

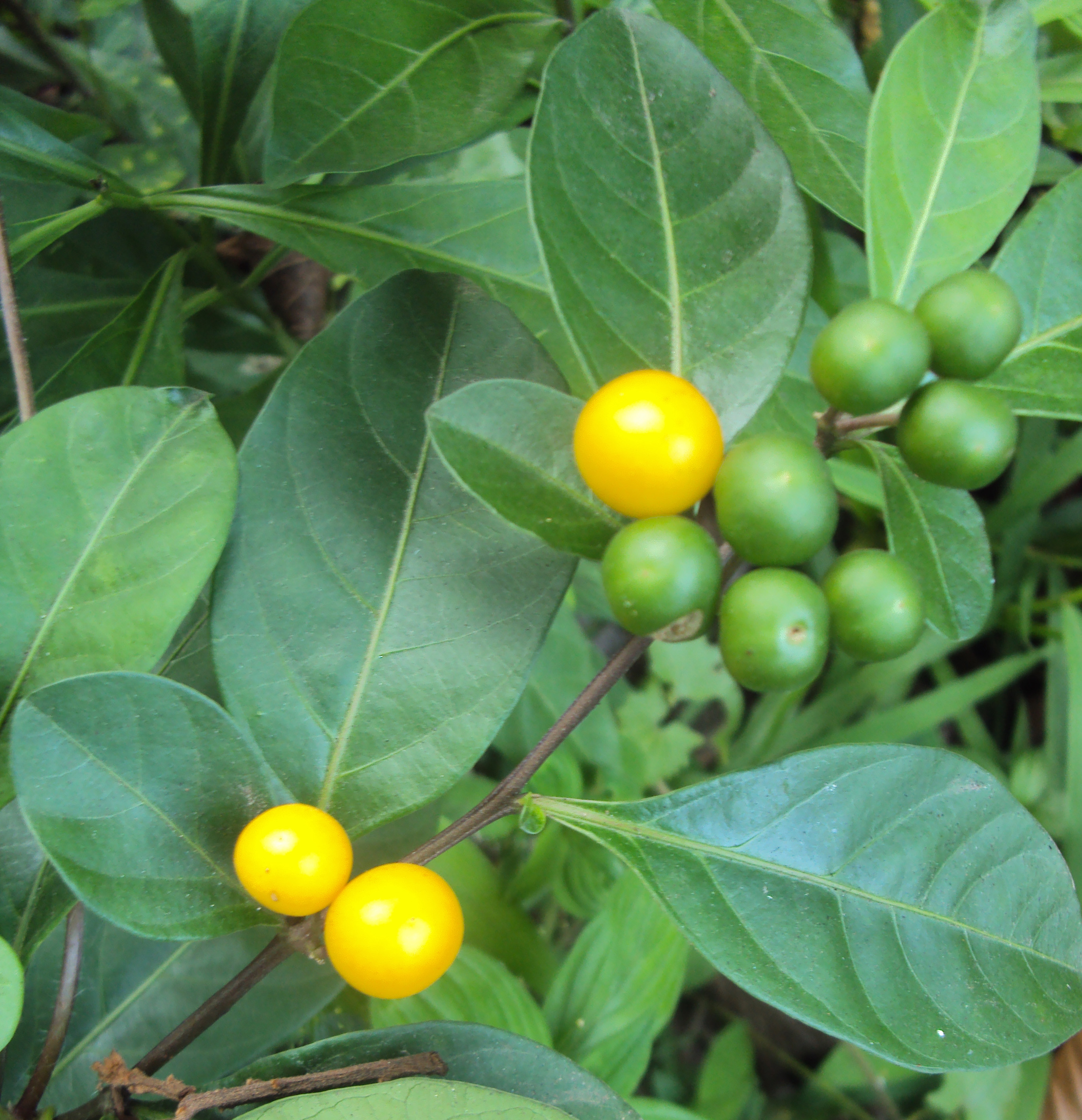
Frutos

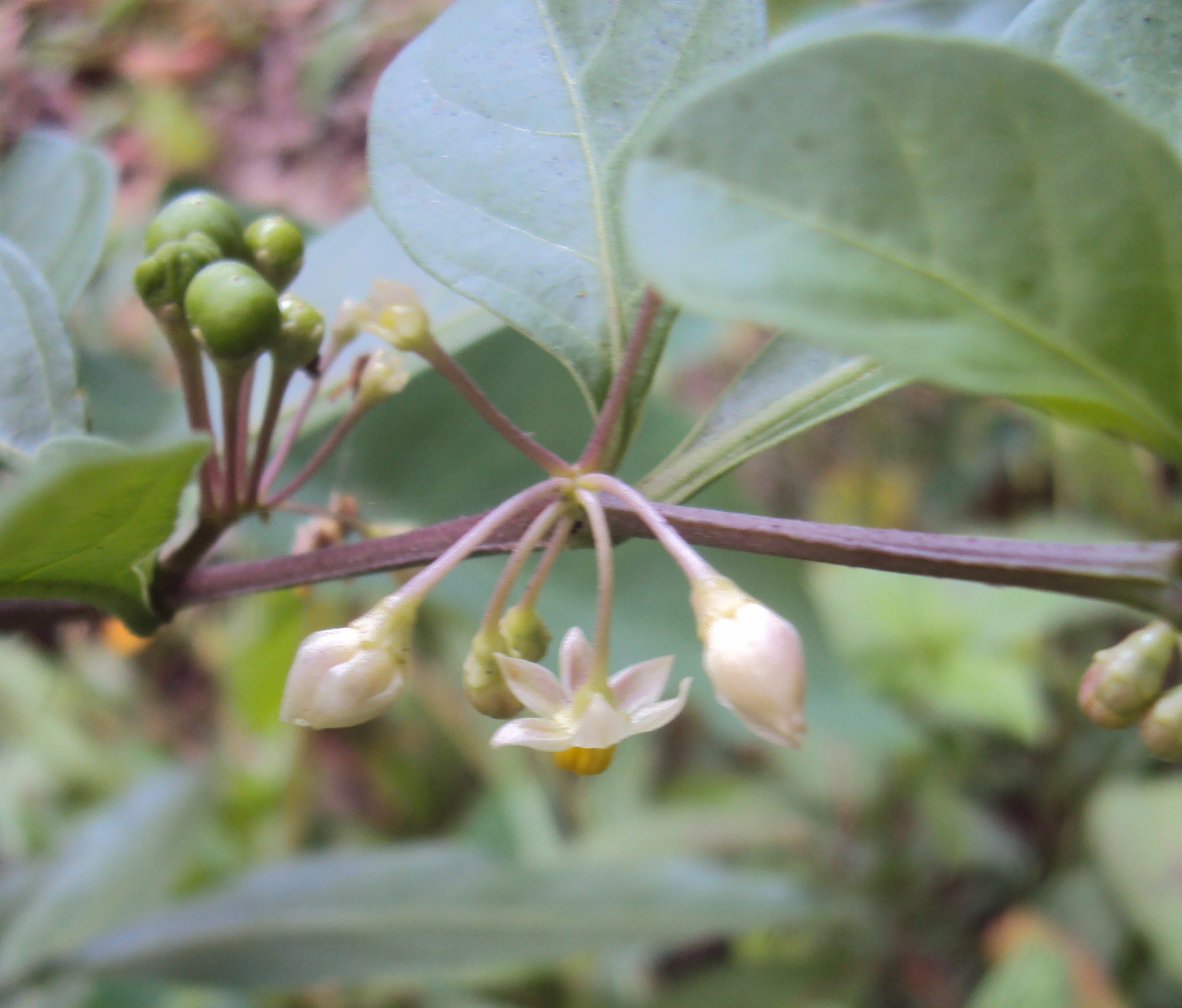
Flores

## Descripción
Son arbustos que alcanza un tamaño de hasta 2 m de alto, glabros excepto por dispersos tricomas simples en los brotes jóvenes y protuberancias glandulosas cerca de las axilas de los nervios de las hojas, inermes. Hojas solitarias o en pares desiguales, elípticas u obovadas, las hojas mayores hasta 12 cm de largo, ápice mayormente obtuso, base aguda o acuminada, enteras, las hojas menores más pequeñas y relativamente más anchas; pecíolos 0.2–0.5 cm de largo. Las inflorescencias en racimos subumbelados con 5–15 flores, opuestas a las hojas, pedúnculo no ramificado, 0.1–0.7 cm de largo, pedicelos ca 5 mm de largo; cáliz ca 2 mm de largo, el tubo ligeramente contraído apical y basalmente, lobado hasta la 1/2 de su longitud, lobos deltoides; corola 8–10 mm de diámetro, blanca, frecuentemente amarillenta cuando seca, profundamente lobada, lobos oblongos; anteras 1.5 mm de largo. Baya deprimido-globosa, ca 0.8 cm de diámetro, anaranjado opaca, pedicelos fructíferos delgados de 1–1.2 cm de largo, erectos; semillas aplanadas, de 3 mm de diámetro.

## Distribución y hábitat
Es una especie poco común, se encuentra en los bosques secos, de la zona pacífica; principalmente por debajo de 100 metros; fl y fr dic–jul;  desde México a Costa Rica, en algunos países cultivada como cerca viva y naturalizada.

## Taxonomía
Solanum diphyllum fue descrita por Carlos Linneo y publicado en Species Plantarum 1: 184–185. 1753.
Etimología
Solanum: nombre genérico que deriva del vocablo Latíno equivalente al Griego στρνχνος (strychnos) para designar el Solanum nigrum (la "Hierba mora") —y probablemente otras especies del género, incluida la berenjena—, ya empleado por Plinio el Viejo en su Historia naturalis (21, 177 y 27, 132) y, antes, por Aulus Cornelius Celsus en De Re Medica (II, 33). Podría ser relacionado con el Latín sol. -is, "el sol", debido a que la planta sería propia de sitios algo soleados.
diphyllum: epíteto latino que significa "con dos hojas".